# Wilhelm Beiglböck
Wilhelm Franz Josef Beiglböck, né le 10 octobre 1905 à Hochneukirchen-Gschaidt et mort le 22 novembre 1963 à Buxtehude, est un médecin allemand et consultant pour la Luftwaffe.

## Biographie
Il étudie à l'école de l'abbaye de Melk et a étudié la médecine à l'université de Vienne. Il travaille comme assistant à l'hôpital universitaire de Vienne avec Franz Chvostek et à l'hôpital de l'Université avec Hans Eppinger.
En 1933, il devient membre du NSDAP et 1934 devient membre des SS. Il obtient le grade de lieutenant-colonel. En 1940, il est médecin-chef et en mai 1941, il travaille comme médecin de l'Armée de l'air.
En 1944, il devient professeur adjoint à l'université de Vienne. En mai 1944, des questions sont posées quant à l'eau de mer. La question concernait la survie des pilotes de haute mer. Il y avait deux méthodes, celle de l'ingénieur des Forces aériennes de Vienne Eduard Berka (il masquait le goût du sel avec des vitamines) et la méthode du médecin Konrad Schäfer (une salinité réduite chimiquement). Afin de prendre la décision, des expériences humaines ont été prévues, avec des dommages pour la santé ; le choix est tombé sur les camps de concentration. Les expériences ont été effectuées par Wilhelm Beiglböck au camp de concentration de Dachau. Les cobayes ont été Jakob Bamberger, Karl Höllenreiner, Joseph Laubinger et Ernst Mettbach.
En 1947, il fait partie des accusés au procès des Médecins où il est condamné à quinze ans de prison. Libéré de manière anticipée en 1951, il meurt le 22 novembre 1963 à Buxtehude en Basse-Saxe.